# Виртуальный питомец

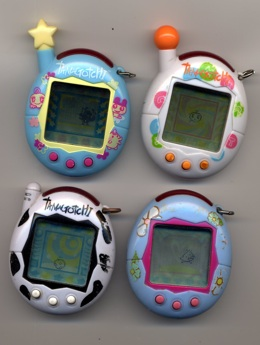
Тамагочи — виртуальный питомец, выполненный в виде самостоятельного устройства.

Виртуальный питомец — компьютерная программа, симулирующая поведение домашнего питомца. Существуют реализации виртуальных питомцев в виде программ, запускаемых на компьютере пользователя, интернет-сервисы, а также самостоятельные специализированные устройства.
Виртуальные питомцы появились как программы для персонального компьютера, но впоследствии распространились на различных платформах, а также в форме специализированных самостоятельных устройств, таких как Тамагочи и Digimon. Существуют симуляторы питомцев, как стремящиеся к максимальному реализму, так и ставящие в приоритет развлекательный аспект этих программ. Некоторые симуляторы питомцев создаются с образовательными, терапевтическими или другими практическими целями.

## История
Виртуальные питомцы получили широкое распространение в 1990-х годах. В 1995 году компания PF Magic выпустила свою первую компьютерную игру из серии Petz, позволяющую заботиться, кормить и обучать домашних питомцев и играть с ними. Выросшие питомцы могли заводиться детёнышей. Питомцы в Petz не умирали, но могли убежать от владельца, если тот о них плохо заботился. За первый год после выпуска, было продано более миллиона копий игры.
В 1996 году компанией Bandai был создан виртуальный питомец Тамагочи — портативное устройство в форме яйца с жидкокристаллическим дисплеем и кнопками для взаимодействия. Продолжительность жизни и самочувствие питомца зависели от того, насколько своевременно его владелец удовлетворял его потребности. По разным оценкам за первые два года после выхода было продано от 30 до 40 миллионов экземпляров первой модели. Годом позже команда разработчиков Тамагочи создала новый продукт — Digimon. В отличие от Тамагочи, который был рассчитан на пользователей всех возрастов, целевой аудиторией Digimon являлись дети школьного возраста. Главной особенностью была возможность соединять устройства между собой и устраивать между «дигимонами» бои.
В том же году валлийский программист Адам Пауэлл придумал сайт Neopets, позволяющий заводить себе питомцев в виртуальном мире. Сайт был создан Пауэллом совместно с Донной Уильямс и представлен широкой публике в 1999 году. Помимо непосредственно симуляции питомцев, Neopets представлял широкие возможности для взаимодействия между пользователями в виде личной коммуникации, публичных форумов, возможности продавать и покупать предметы, а также принимать участие в совместных играх. Сайт быстро набрал популярность и к 2002 году насчитывал 32 миллиона пользователей. 
В 2005 году Nintendo выпустила игру Nintendogs для своей портативной консоли Nintendo DS. Игра использовала реалистичную графику и сенсорный экран, с помощью которого стало возможным взаимодействовать с виртуальными собаками с помощью прикосновений. Встроенный микрофон позволил давать питомцам команды голосом. Как и в Petz, виртуальные собаки в Nintendogs не умирали, но из-за плохого ухода становились невоспитанными, грязными и теряли выученные умения.
Виртуальные питомцы получили распространение в виде приложений для смартфонов. В 2013 году появилось приложение Мой Говорящий Том, наиболее значимой инновацией которого стало умение питомца повторять слова с помощью синтезированного голоса.